# Henry Tate
Henry Tate, 1.º Barão de Park Hill (Chorley, Lancashire, 11 de março de 1819 - Streatham Common, sul de Londres, 5 de dezembro de 1899), foi um comerciante de açúcar e filantropo inglês, conhecido por ter sido o promotor da Tate Britain em Londres.

## Vida
Henry Tate nasceu em Chorley, no condado de Lancashire, filho de um padre anglicano. Quando tinha 13 anos tornou-se aprendiz de lojista em Liverpool. Após sete anos como aprendiz conseguiu criar a sua própria loja. O negócio foi um êxito e criou uma cadeia de lojas com apenas 35 anos.
Em 1859, Tate tornou-se sócio da John Wright & Co., que era uma refinaria de açúcar, e vendeu o seu negócio de mercearias em 1861. Em 1869 assumiu o controlo da empresa da qual era sócio e alterou-lhe a designação para Henry Tate e Filhos (Henry Tate & Sons). Em 1872 adquiriu a patente de Eugen Langen para fazer torrões de açúcar, e no mesmo ano construiu uma nova refinaria em Liverpool.
Tate tornou-se rapidamente milionário e fez generosas doações para beneficência. Em 1889, doou a sua coleção de 65 pinturas contemporâneas ao governo com a condição de que tivessem uma galeria adequada para as expor, para a qual ele doou 80 000 libras. A Galeria Nacional de Arte Britânica, mais conhecida como Tate Britain, foi inaugurada em 21 de julho de 1897, onde costumava ficar a Prisão Millbank. Tate recusou-se várias vezes a ser condecorado, até que lhe foi dito que, se fizesse isso de novo, seria considerado falta de respeito para com a Família Real.
Tate fez muitas doações, incluindo 42 500 libras para a Universidade de Liverpool, 35 000 libras para o Bedfor College para mulheres, 10 000 libras para a biblioteca do Manchester College, Oxford e 20 000 libras para o Hospital Hahnemann de Liverpool.
Tate foi nomeado baronete em 1898, um ano antes de sua morte. Morou em Park Hill, no sul de Londres, e está enterrado no vizinho Cemitério West Norwood, cuja entrada fica em frente a uma biblioteca que Tate promoveu.

## Galeria

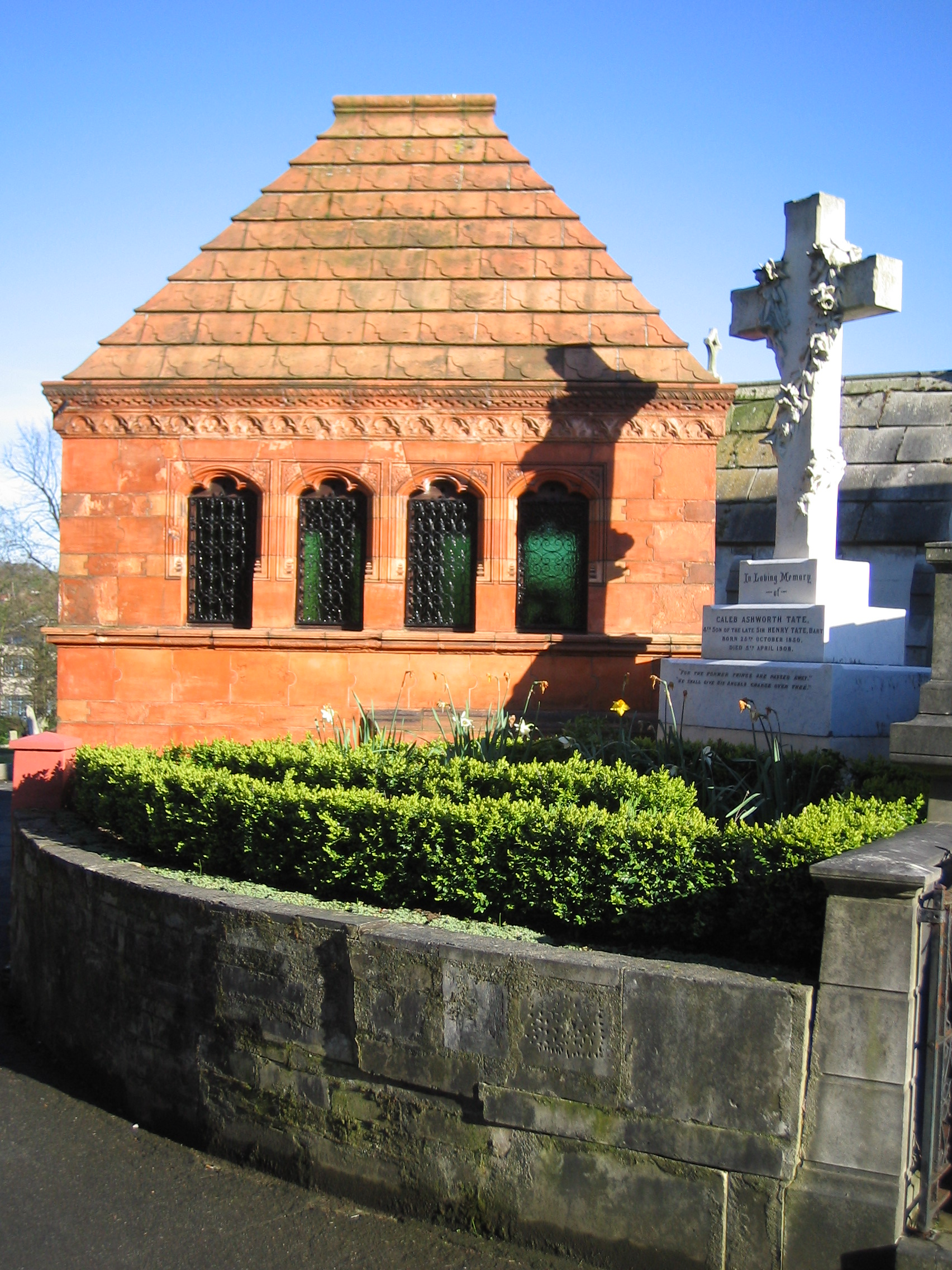
Abóbada de Sir Henry Tate, cemitério de West Norwood
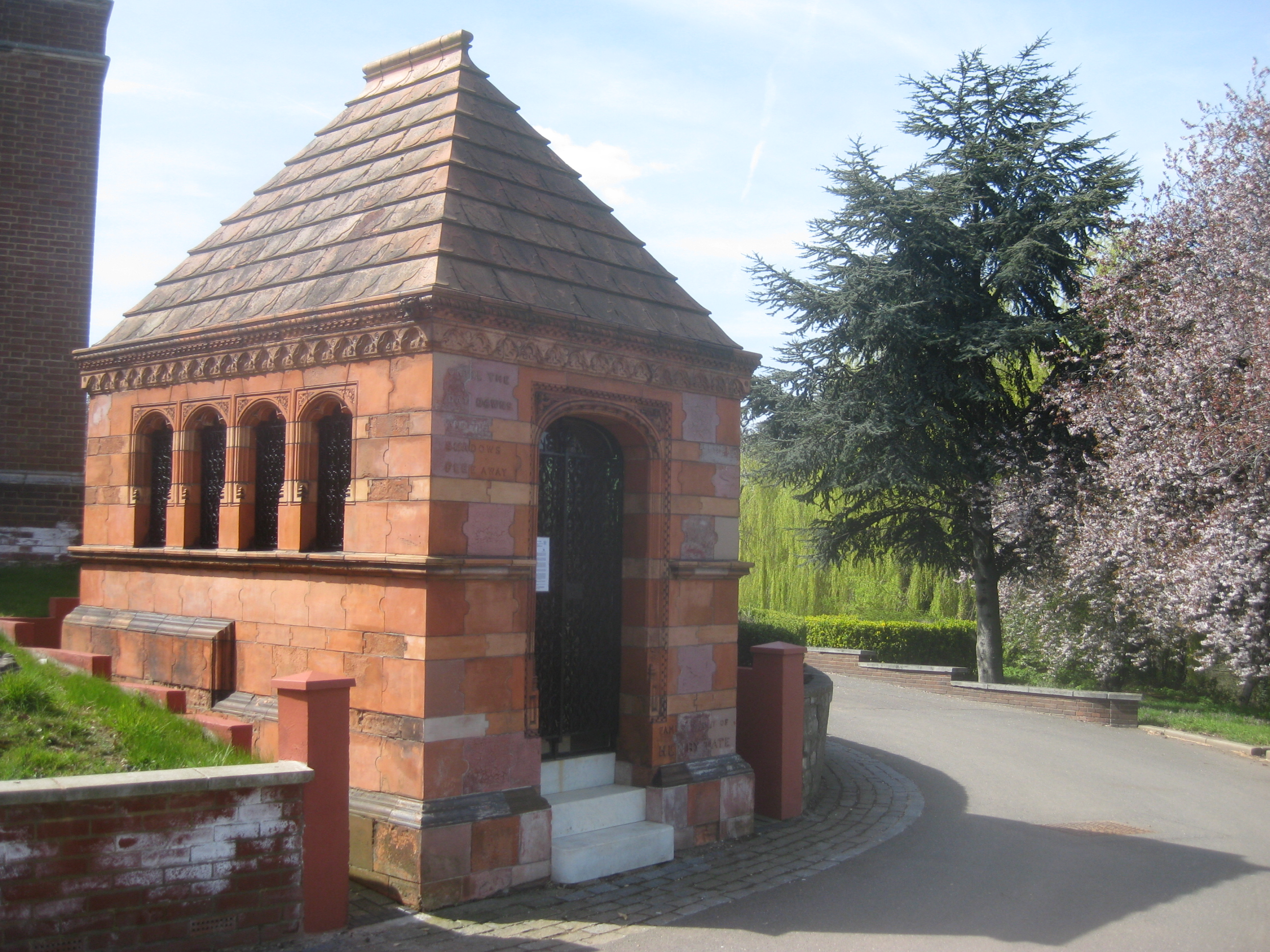
Mausoléu Henry Tate
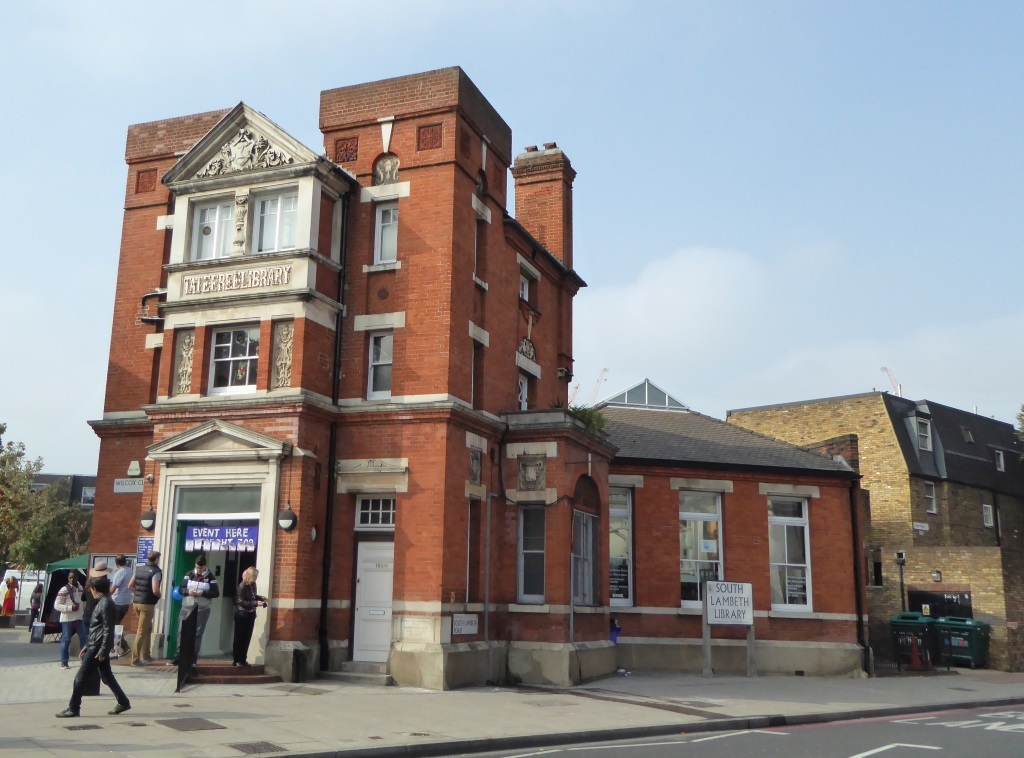
Biblioteca Tate South Lambeth, Vauxhall
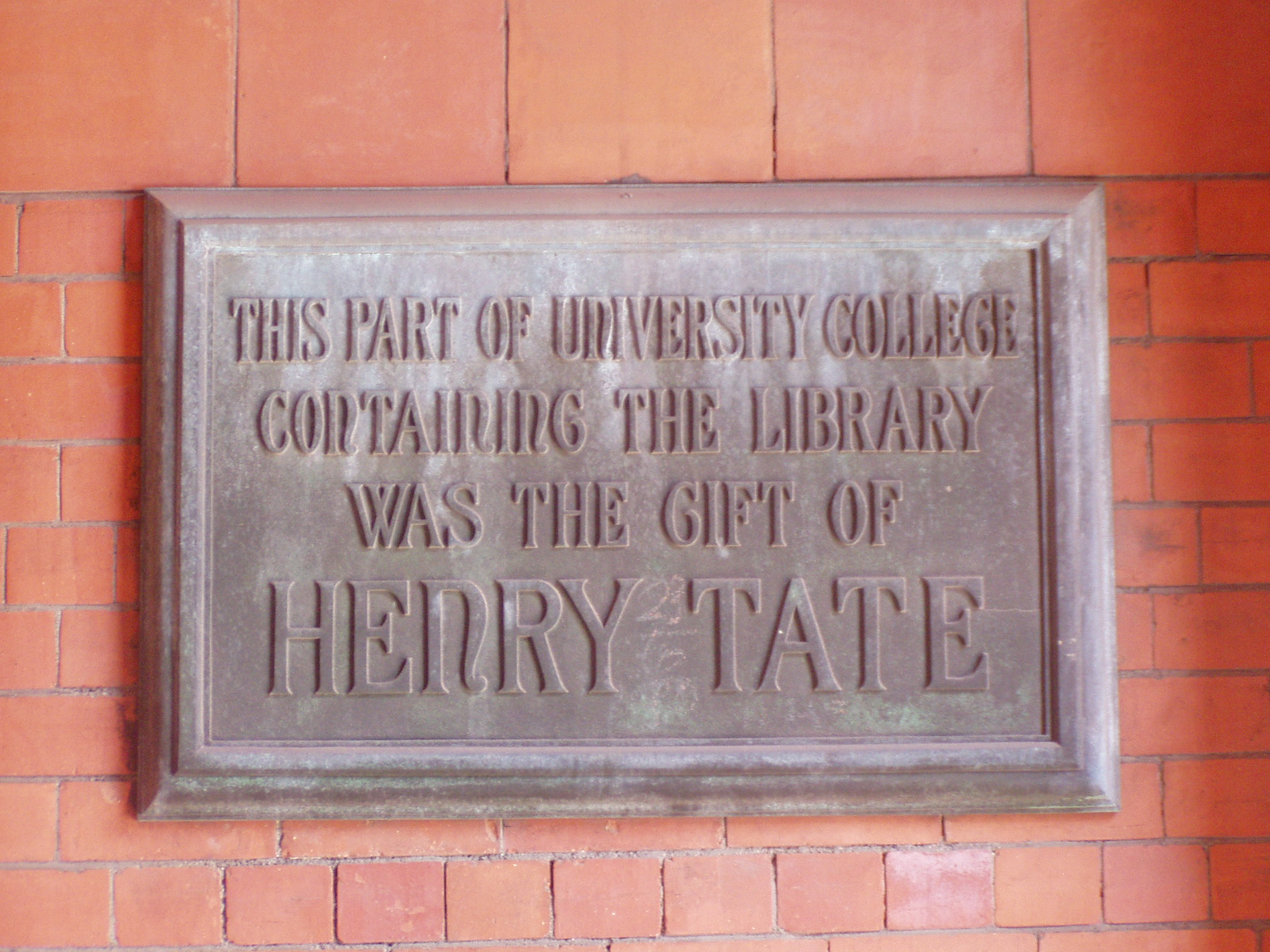
Placa de dedicação no Victoria Building, Universidade de Liverpool